# Kobalt
Kobalt (Co, łac. cobaltum) – pierwiastek chemiczny z grupy metali przejściowych układu okresowego.
Ma 26 izotopów z przedziału mas 50–75. Trwały jest tylko izotop 59, który stanowi 100% naturalnego kobaltu. Został odkryty w roku 1735 przez Georga Brandta. 
Czysty kobalt jest lśniącym, srebrzystym metalem o własnościach ferromagnetycznych. Jest stosowany jako dodatek do stopów magnetycznych.

## Występowanie
Występuje w skorupie ziemskiej w ilości 15–30 ppm, w postaci różnych minerałów m.in. smaltynu, kobaltynu oraz skutterudytu. Występuje najczęściej w postaci siarczków oraz arsenków w towarzystwie siarczków żelaza, pirytu (FeS2) oraz pirotynu (FeS). W postaci metalicznej w przyrodzie nie występuje.
Najbogatsze poznane złoża znajdują się w Afryce w Pasie Miedzionośnym znajdującym się na terenie Zambii i Demokratycznej Republiki Konga. Demokratyczna Republika Konga jest państwem posiadającym największe zasoby kobaltu, które szacuje się na 3400 tys. ton, czyli 49% światowych zasobów tego pierwiastka. Pozostała część wydobycia pochodzi z: Kanady, Kuby, Brazylii, Maroka, Botswany, Zimbabwe, Republiki Południowej Afryki, Rosji, Chin, Indonezji, Australii i Vanuatu.
Według raportu z 2022 r. branżowego magazynu Illuminem, głównymi producentami są przedsiębiorstwa zarejestrowane w Wielkiej Brytanii (Glencore i Eurasian Natural Resources) oraz w Chinach (China Molybdenum i Metorex). Chińscy akcjonariusze kontrolują 13,8% światowej produkcji. Firmy zarejestrowane w Demokratycznej Republice Konga odpowiadają za 3,5% światowej produkcji.
Istnieją również nieeksploatowane dotąd złoża kobaltu znajdujące się na dnie oceanicznym. Do jednych z najbardziej znanych obszarów, które mogą w przyszłości mieć znaczenie komercyjne, należy pole konkrecjonośne Clarion-Clipperton znajdujące się na Pacyfiku. Znajdujące się tylko w tym regionie pokłady kobaltu szacuje się na 78 milionów ton, a te zidentyfikowane na dnie oceanów łącznie na 120 milionów ton. Dla porównania zasoby znajdujące się na lądzie są szacowane przez United States Geological Survey na jedyne 25 milionów ton.
W Polsce rudę kobaltu można spotkać m.in. w Górach Izerskich w rejonie wsi Krobica, Gierczyn Przecznica, gdzie był wydobywany w XVI-XIX wieku. Odkryty przy okazji wydobycia rudy cyny.

## Zastosowanie
Kobalt jest składnikiem niektórych stopów o wysokich parametrach (tzw. nadstopy), ponieważ wyróżnia się wysoką temperaturą topnienia wynoszącą 1495 °C oraz dobrą stabilnością wymiarową w wysokich temperaturach. Stopy te znajdują zastosowanie w przemysłach takich jak lotniczy oraz kosmiczny.
W postaci metalicznej lub jako tlenek jest składnikiem elektrod akumulatorów litowo-jonowych, niklowo-kadmowych i niklowo-metalowo-wodorkowych. W akumulatorach litowo-jonowych kobalt występuje zazwyczaj w postaci tlenków, najczęściej LiCoO2 lub LiNiMnCoO2, pełniąc rolę materiału budującego katodę. Jest to aktualnie wiodący obszar zastosowań tego pierwiastka.
Kobalt znajduje zastosowanie w przemyśle katalitycznym, ze względu na możliwość tworzenia związków kompleksowych oraz faktu, że występuje na kilku stopniach utlenienia. Kompleksy karbonylkowe i fosfinowe są stosowane jako katalizatory wielu reakcji organicznych.
Niesymetryczne sole kobaltu np. K
3CoO
4 mają silne własności ferromagnetyczne i piezoelektryczne i są wykorzystywane w elektronice.

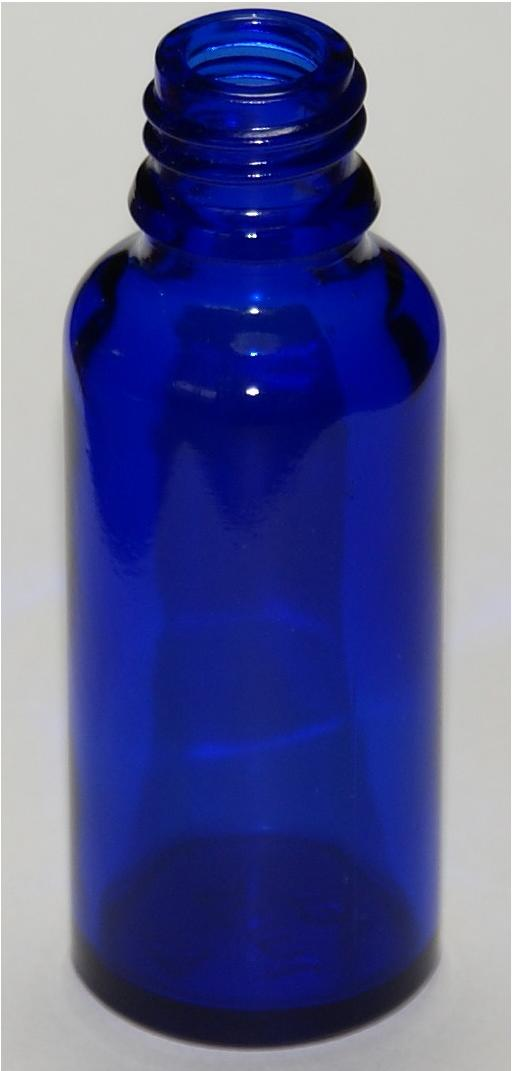

Przed wiekiem XIX kobalt był używany przeważnie jako barwnik. Od czasów średniowiecza używa się go do produkcji niebieskiego szkła. Barwa niebieska powstaje w wyniku zmieszania smaltynu rozgrzanego gorącym powietrzem, kwarcu oraz węglanu potasu. Tak otrzymuje się barwnik – smaltę. W 1780 roku Sven Rinman odkrył zieleń kobaltową, a w 1802 Louis Jacques Thénard błękit kobaltowy (błękit Thénarda). Błękit Thénarda, glinian kobaltu oraz zieleń kobaltowa (mieszanina tlenku kobaltu (II) oraz tlenku cynku) były używane jako barwniki przy tworzeniu obrazów z powodu trwałości. Roztwory soli kobaltu (II) i (III) mają intensywną krwisto-czerwoną i niebieską barwę i są używane jako pigmenty farb oraz służą do barwienia ceramiki.
Radioizotop Kobalt-60 (60
Co) jest użytecznym źródłem promieniowania gamma. Izotop ten, o czasie połowicznego rozpadu 5,2714 lat, jest względnie łatwo otrzymywany w użytecznych ilościach poprzez bombardowanie neutronami stabilnego izotopu 59
Co. Kobalt-60 używany jest w medycynie przy radioterapii (bomba kobaltowa) oraz sterylizacji sprzętu medycznego i odpadów medycznych, do utrwalania żywności, a także w przemyśle między innymi do prześwietlania złączy spawanych i kontroli poziomu napełnienia zbiorników.

## Znaczenie biologiczne
Kobalt jest jednym z mikroelementów, obecnym w centrach reaktywnych kilku enzymów. Zapotrzebowanie dobowe na ten pierwiastek jest jednak bardzo małe – 0,05 ppm. Wchodzi również w skład kobalaminy (witaminy B12). Jest niezbędny roślinom motylkowym żyjącym w symbiozie z bakteriami brodawkowymi, jego niedobór powoduje zahamowanie procesu wiązania azotu. Niedobór u ludzi i zwierząt powoduje zaburzenia procesu krzepnięcia krwi.

## Etymologia
Nazwa kobalt wywodzi się od kobolda, złego ducha, krasnala lub gnoma, rzekomo podrzucającego rudę bezwartościowego wówczas kobaltu w miejsce skradzionej rudy srebra.